# Lepismium
Lepismium ist eine Pflanzengattung aus der Familie der Kakteengewächse (Cactaceae). Der botanische Name der Gattung leitet sich vom griechischen Wort lepisma für ‚Schuppe’ ab und verweist auf die Art und Weise, wie bei einigen Arten die Blüten durch die Epidermis brechen.

## Beschreibung
Die Arten der Gattung Lepismium wachsen epiphytisch oder lithophytisch, strauchig mit kriechenden oder hängenden Trieben, die sich aus den Triebseiten (mesotonisch) verzweigen. Die meist segmentierten Triebe sind zylindrisch, gerippt, geflügelt, kantig oder blattartig abgeflacht, aber nicht gehöckert. An den Trieben sind die Laubblätter meist als rudimentäre Schüppchen sichtbar. Die Areolen sitzen auffällig an den Kanten der Rippen und oft in deren Einkerbungen. Dornen können vorhanden sein oder fehlen.
Die seitlich erscheinenden Blüten sind radförmig, glockenförmig oder bis etwas röhrenförmig. Ihr Perikarpell ist häufig gehöckert und bedornt, kann aber auch kantig sein oder nicht bedornt. Die Blütenröhre ist sehr kurz oder fehlt ganz.
Die beerenartigen Früchte sind leuchtend gefärbt oder durchscheinend. Sie sind auffällig geadert und manchmal bedornt. Die Früchte enthalten längliche oder eiförmige, braune oder schwarze Samen, die bis 1 Millimeter lang sind.

## Systematik und Verbreitung
Die Gattung Lepismium ist hauptsächlich im Osten von Bolivien verbreitet. Einige Arten findet man in Brasilien und Argentinien.
Die Erstbeschreibung wurde 1835 von Ludwig Georg Karl Pfeiffer veröffentlicht. Als Lektotypus legten Nathaniel Lord Britton und Joseph Nelson Rose 1923 Lepismium commune fest.

### Systematik nach N.Korotkova et al. (2021)
Die Gattung umfasst folgenden Arten:
- Lepismium cruciforme (Vell.) Miq.
- Lepismium houlletianum (Lem.) Barthlott
  - Lepismium houlletianum f. houlletianum
  - Lepismium houlletianum f. regnellii (G.Lindb.) Barthlott & N.P.Taylor
- Lepismium lorentzianum (Griseb.) Barthlott
- Lepismium lumbricoides (Lem.) Barthlott
  - Lepismium lumbricoides f. aculeatum (F.A.C.Weber) Barthlott & N.P.Taylor
  - Lepismium lumbricoides f. lumbricoides
- Lepismium warmingianum (K.Schum.) Barthlott

Synonyme der Gattung sind Nothorhipsalis Doweld (2002) und Ophiorhipsalis (K.Schum.) Doweld (2002).

### Systematik nach E.F.Anderson/Eggli (2005)
Nach Wilhelm Barthlott und Nigel Paul Taylor wird die Gattung in sechs Untergattungen eingeteilt und umfasst die folgenden Arten:
- Untergattung Pfeiffera (Salm-Dyck) Barthlott ≡ Pfeiffera Salm-Dyck
  - Lepismium ianthothele (Monv.) Barthlott ≡ Pfeiffera ianthothele (Monv.) F.A.C.Weber
  - Lepismium miyagawae (Barthlott & Rauh) Barthlott ≡ Pfeiffera miyagawae Barthlott & Rauh
- Untergattung Acanthorhipsalis (K.Schum.) Barthlott
  - Lepismium brevispinum Barthlott ≡ Lymanbensonia brevispina (Barthlott) Barthlott & N.Korotkova
  - Lepismium monacanthum (Griseb.) Barthlott ≡ Pfeiffera monacantha (Griseb.) P.V.Heath
- Untergattung Lymanbensonia (Kimnach) Barthlott ≡ Lymanbensonia Kimnach
  - Lepismium crenatum (Britton) Barthlott ≡ Lymanbensonia crenata (Britton) Doweld
  - Lepismium micranthum (Vaupel) Barthlott ≡ Lymanbensonia micrantha (Vaupel) Kimnach
- Untergattung Houlletia Barthlott & N.P.Taylor
  - Lepismium asuntapatense M.Kessler, Ibisch & Barthlott ≡ Pfeiffera asuntapatensis (M.Kessler, Ibisch & Barthlott) Ralf Bauer
  - Lepismium bolivianum (Britton) Barthlott ≡ Pfeiffera boliviana (Britton) D.R.Hunt
  - Lepismium houlletianum (Lem.) Barthlott
    - Lepismium houlletianum f. houlletianum
    - Lepismium houlletianum f. regnellii (G.Lindb.) Süpplie

  - Lepismium lorentzianum (Griseb.) Barthlott
  - Lepismium paranganiense (Cárdenas) Barthlott ≡ Pfeiffera paranganiensis (Cárdenas) P.V.Heath
  - Lepismium warmingianum (K.Schum.) Barthlott
- Untergattung Lepismium
  - Lepismium cruciforme (Vell.) Miq.
  - Lepismium incachacanum (Cárdenas) Barthlott ≡ Lymanbensonia incachacana (Cárdenas) Barthlott & N.Korotkova
- Untergattung Ophiorhipsalis (K.Schum.) Barthlott
  - Lepismium lumbricoides (Lem.) Barthlott

Synonyme der Gattung sind Pfeiffera Salm-Dyck (1845), Acanthorhipsalis (K.Schum.) Britton & Rose (1923), Acanthorhipsalis Kimnach (1983, nom. inval.), Lymanbensonia Kimnach (1984), Nothorhipsalis Doweld (2002) und Ophiorhipsalis (K.Schum.) Doweld (2002).

## Botanische Geschichte
In seinem The New Cactus Lexicon beschränkte David Richard Hunt 2006, teilweise aufgrund molekulargenetischer Untersuchungen aus dem Jahr 2002, die Gattung Lepismium auf die Untergattungen Lepismium, Ophiorhipsalis sowie Teile der Untergattung Houlletia und stellte die Untergattungen Acanthorhipsalis, Lymanbensonia sowie zwei Arten der Untergattung Houlletia in die Gattung Pfeiffera, die er wieder anerkannte. Nach Hunt zählen nur noch die Arten Lepismium cruciforme, Lepismium houlletianum, Lepismium incachacanum, Lepismium lorentzianum, Lepismium lumbricoides und Lepismium warmingianum zur Gattung Lepismium.
Weitere molekulargenetische Untersuchungen zeigten 2010, dass die von Hunt vorgeschlagene Umschreibung der Gattung Pfeiffera in diesem Umfang nicht monophyletisch ist. Lepismium brevispinum, Lepismium incachacanum (Pfeiffera ianthothele) sowie Lepismium crenatum (Pfeiffera crenata) bilden eine von den übrigen Arten der Gattung Pfeiffera deutlich getrennte Entwicklungslinie, für die die Autoren die Wiederanerkennung der Gattung Lymanbensonia in einem erweiterten Umfang vorschlugen. Infolge dieser Untersuchungsergebnisse besteht die Gattung nur noch aus den fünf Arten Lepismium cruciforme, Lepismium houlletianum, Lepismium lorentzianum, Lepismium lumbricoides und Lepismium warmingianum.

## Nachweise